# عربة طعام

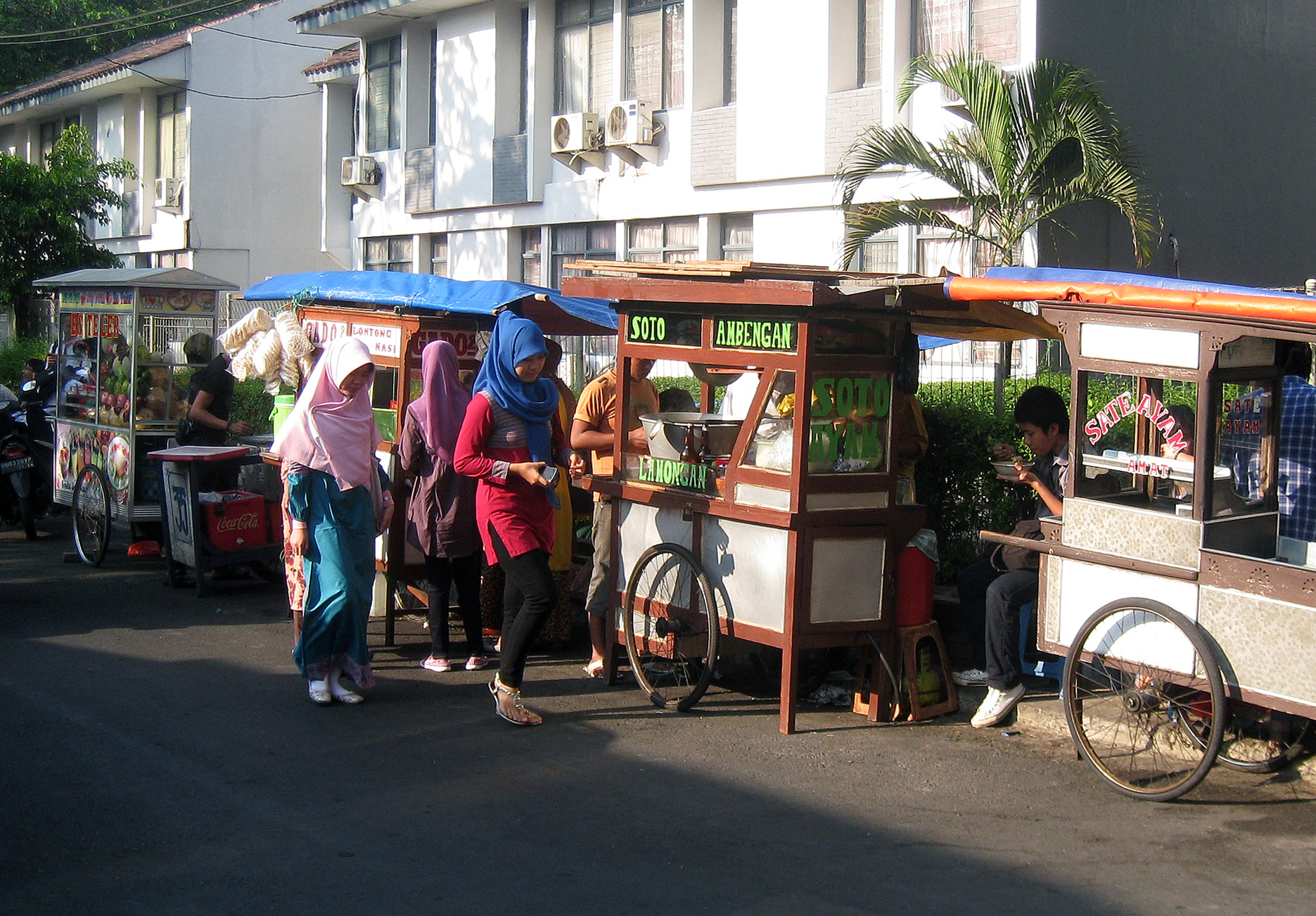
عربات الطعام التقليدية المصنوعة من الخشب والزجاج، والمعروفة باسم بيداجانج كاكي ليما، تصطف على جانبي أحد شوارع جاكرتا. يبيعون أنواعًا مختلفة من الأطعمة الشعبية الإندونيسية.

عربة الطعام (بالإنجليزية: Food cart) هي مطبخ متنقل يُقام في الشارع لتحضير وبيع الطعام للمارة. غالبًا ما تُوجد عربات الطعام في المدن حول العالم، حيث تقدم مجموعة متنوعة من الأطعمة.

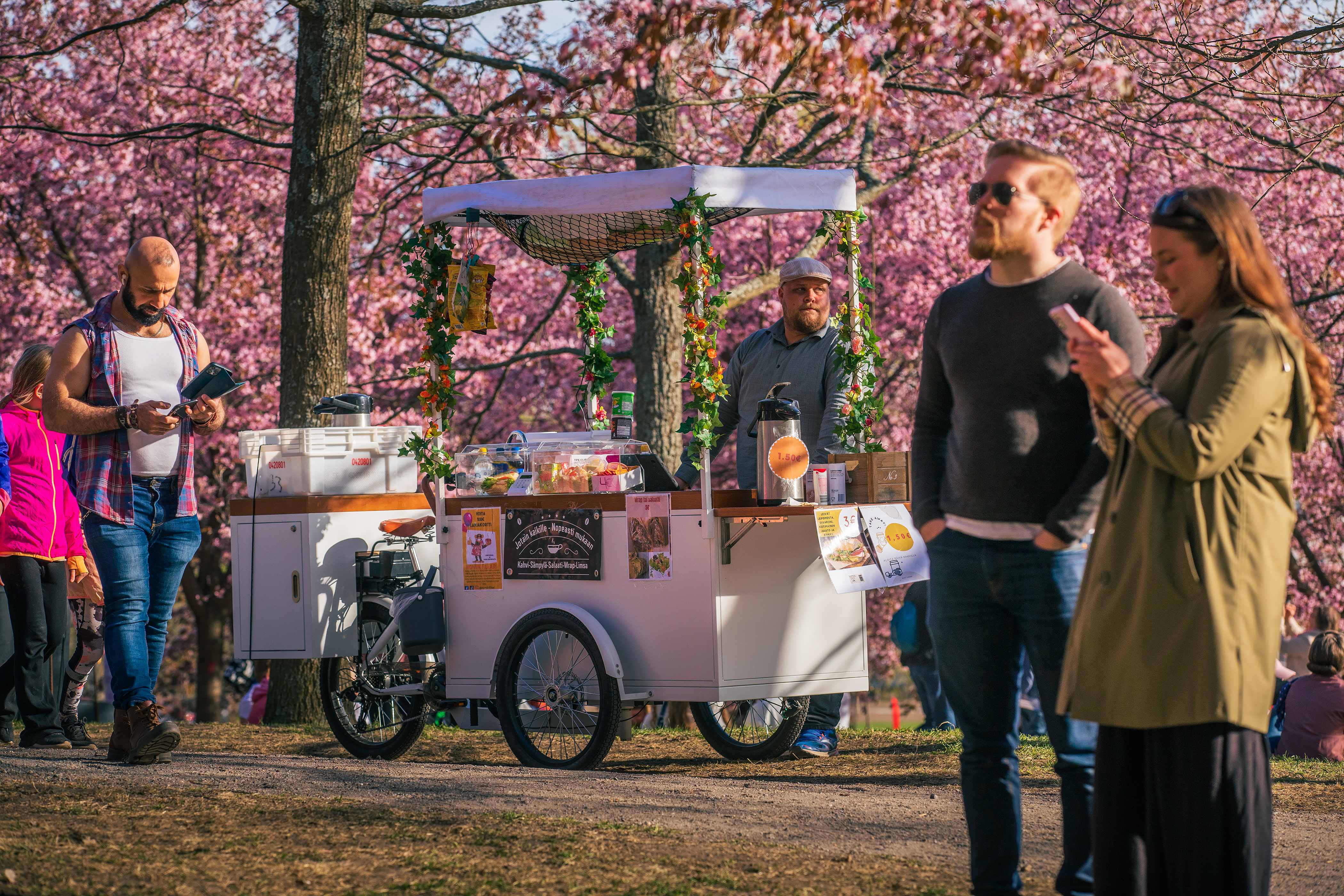
عربة طعام في حديقة كيرسيكابويستو في هلسنكي، فنلندا.

تأتي عربات الطعام في نمطين أساسيين. الأول يسمح للبائع بالجلوس أو الوقوف داخل العربة وتقديم الطعام من خلال نافذة. أما الثاني، فيقف البائع بجانب العربة، حيث يُستخدم كل المساحة داخلها للتخزين واحتواء معدات الطهي، والتي غالبًا ما تتضمن سطحًا للشواء. يحدد نوع الطعام بشكل أساسي تصميم العربة.
تختلف عربات الطعام عن شاحنات الطعام في أنها لا تتحرك بقوتها الذاتية. فبعضها يُجرّ بواسطة مركبة أخرى، بينما يُدفع بعضها يدويًا بواسطة شخص أو حيوان.

## التاريخ
من المحتمل أن عربات الطعام الأولى ظهرت في وقت الحضارات اليونانية والرومانية المبكرة مع قيام التجار بتحويل عربات اليد القديمة وعربات الحيوانات الأصغر حجمًا إلى وحدات تجارية متنقلة. تتمتع العربات بميزة واضحة تتمثل في إمكانية التنقل، في حالة عدم كون الموقع منتجًا في المبيعات، وكذلك لنقل البضائع من وإلى التخزين إلى السوق.
ومع ذلك، فإن استخدام العربات انتشر بشكل كبير مع ظهور السكك الحديدية. أولاً، احتاج العملاء كثيرو التنقل إلى الطعام والشراب لإبقائهم دافئين داخل العربات المفتوحة في وقت مبكر. ثانياً، كان لزاماً على القاطرات أن تتوقف بشكل منتظم للتزود بالفحم والمياه، ومن ثم السماح لركابها باستخدام المراحيض وتناول الطعام والشراب. ثالثًا، لم يكن في القطارات المبكرة أي شكل من أشكال البوفيه أو عربة الطعام. وأخيرا، عندما يصل الركاب إلى وجهتهم، أو عند نقطة تحتاج إلى تبديل القطارات أو وسائل النقل، كان هناك حاجة إلى بعض الانتعاش، وخاصة بالنسبة للركاب الأكثر فقرا الذين لا يستطيعون تحمل تكاليف الإقامة في الفنادق المملوكة للسكك الحديدية. أدى هذا التوسع إلى إقامة علاقة ناجحة متبادلة مع بعض من أوائل أكشاك الامتياز والقوانين التي تطورت من التجار المتنقلين الذين يعملون من ممتلكات السكك الحديدية المقيدة. لا يزال من الممكن رؤية هذا الشكل من التشغيل المبني على الامتياز في العديد من البلدان، ولكنه يتجلى بشكله الأكثر أصالة في المحطات والبنية الأساسية غير المتطورة في أفريقيا وجنوب شرق آسيا.
كما جلبت السكك الحديدية فائدة أخرى: توفير إمدادات وفيرة من العربات الجديدة ذات الحجم المناسب. في كثير من الأحيان، كان التجار الذين يحتاجون إلى عربات جديدة يشترون ببساطة عربات أمتعة محطات السكك الحديدية القديمة ويقومون بتكييفها لتقديم الطعام، مع العلم أن هذه العربات ضبط حجمها لتناسب بين الأبواب والمصاعد الضرورية.
اليوم زاد حجم ونطاق العربات بشكل عام، وتسحب معظمها خلف مركبات الدفع الرباعي. لكن عربات الطعام التي تُجر يدوياً لا تزال تشكل مشهداً شائعاً حيث يكون الوصول إليها مقيداً ويمكن العثور على أشخاص جائعين.

## الهندسة الحديثة والوظيفة
وفي القرن الحادي والعشرين، شملت الابتكارات عربات مصممة بشكل معياري مصنوعة من الفولاذ المقاوم للصدأ والبلاستيك المقوى بالألياف والألمنيوم. وقد طورت بعضها لتقود نفسها.
ترتبط بعض عربات الطعام بالمطاعم. معظم الأطعمة المقدمة من العربة هي نفس الأطعمة الموجودة في المطعم.

## روابط خارجية
- "داخل الاقتصاد السري الذي يدعم عربات الطعام في مدينة نيويورك" بقلم جيف كوين ، مجلة كرينز نيويورك بيزنس ، 12 يونيو/حزيران 2016